# 岩生石仙桃
岩生石仙桃（学名：Pholidota rupestris）为兰科石仙桃属下的一个种。